# Laurent Constantin
Laurent Constantin (* 10. Juni 1988 in Paris) ist ein französischer Badmintonspieler.

## Karriere
Laurent Constantin gewann in Frankreich fünf Nachwuchstitel, ehe er 2010 erstmals bei den Erwachsenen auf sich aufmerksam machen konnte, als er die Finnish International für sich entscheiden konnte. 2012 siegte er bei den Romanian International und belegte Platz drei bei den nationalen Titelkämpfen. 2010 nahm er an den Badminton-Weltmeisterschaften teil, 2012 an den Badminton-Europameisterschaften.
Nach seiner aktiven Karriere wirkte er als technischer Leiter und Trainer eines Leistungszentrums.

## Sportliche Erfolge
| Saison    | Veranstaltung                                   | Disziplin    | Platz | Name                                       |
| --------- | ----------------------------------------------- | ------------ | ----- | ------------------------------------------ |
| 1999/2000 | Französische Nachwuchsmeisterschaft (Benjamins) | Mixed        | 1     | Laurent Constantin / Barbara Matias        |
| 2000/2001 | Französische Nachwuchsmeisterschaft (Benjamins) | Herrendoppel | 1     | Jean-Brice Montagnon / Laurent Constantin  |
| 2004/2005 | Französische Nachwuchsmeisterschaft (Cadets)    | Herrendoppel | 1     | Laurent Constantin / Elias Bourahla        |
| 2005/2006 | Französische Juniorenmeisterschaft              | Mixed        | 1     | Laurent Constantin / Émilie Lefel          |
| 2006/2007 | Französische Juniorenmeisterschaft              | Mixed        | 1     | Laurent Constantin / Émilie Lefel          |
| 2010      | Finnish International                           | Herrendoppel | 1     | Laurent Constantin / Sébastien Vincent     |
| 2011/2012 | Französische Meisterschaft                      | Herrendoppel | 3     | Laurent Constantin / Sébastien Vincent     |
| 2012      | Romanian International                          | Herrendoppel | 1     | Laurent Constantin / Sébastien Vincent     |
| 2014      | Französische Meisterschaft                      | Mixed        | 1     | Laurent Constantin / Laura Choinet         |
| 2015      | Estonian International                          | Herrendoppel | 1     | Laurent Constantin / Matthieu Lo Ying Ping |

## Referenzen
- Laurent Constantin beim Badminton-Weltverband